# Округ Лано (Тексас)
Округ Лано (енгл. Llano County) је округ у америчкој савезној држави Тексас. По попису из 2010. године број становника је 19.301.

## Демографија
Према попису становништва из 2010. у округу је живело 19.301 становника, што је 2.257 (13,2%) становника више него 2000. године.
| Група             | 2000.          | 2010.          |
| Белци             | 15.869 (93,1%) | 17.303 (89,6%) |
| Афроамериканци    | 51 (0,3%)      | 112 (0,6%)     |
| Азијати           | 64 (0,4%)      | 77 (0,4%)      |
| Хиспаноамериканци | 875 (5,1%)     | 1.542 (8,0%)   |
| Укупно            | 17.044         | 19.301         |